# فورست فانس
فورست فانس (بالإنجليزية: Forest Vance)‏ هو لاعب كرة قدم أمريكية أمريكي، ولد في 16 أبريل 1981.